# Békéscsaba
Békéscsaba (AFI: [ˈbeːkeːʃˌtʃɒbɒ], /békeshchobo/) es la capital del condado de Békés, ubicado en el sudeste de Hungría, aproximadamente a 200 km de Budapest y 35 km de la frontera con Rumanía.

## Historia
La zona ha estado habitada desde tiempos antiguos. En la Edad del Hierro la zona había sido conquistada por los escitas, por los celtas y por los hunos. Después de la conquista de los magiares, se fundaron muchas aldeas pequeñas en la zona. 
El pueblo de Csaba se mencionó por primera vez en 1330, su nombre (que es también un nombre popular entre los niños) es de origen turco.
Csaba está situada donde existían anteriormente otras ocho aldeas. Cuando los turcos conquistaron Hungría después de la batalla de Mohács, y el país pasó a formar parte del Imperio otomano, la ciudad sobrevivió, pero se fue extinguiendo durante la lucha contra los turcos en el siglo XVII. 
En 1715 la ciudad se menciona como un lugar abandonado, pero solo un año más tarde su nombre se puede encontrar en un documento que menciona el impuesto que pagaba la ciudad. Es probable que la nueva Csaba fuese fundada por János György Harruckern, un latifundista húngaro de origen alemán que se había distinguido en la lucha de independencia contra los turcos y que había logrado conquistar la región de Békés. En 1847 la ciudad era una de las veinte ciudades más grandes de Hungría, con una población de 22.000 habitantes. Sin embargo, tenía todavía la apariencia de un pueblo, con calles fangosas y casas abarrotadas de gente. 
En 1858 la línea ferroviaria llegó a la ciudad. Esto desarrolló la construcción urbana y varias fábricas se instalaron en la ciudad, trayendo prosperidad. Sin embargo, a finales del siglo XIX, la tasa de desempleo causó una gran tensión social, y en 1891 se produjo una revuelta que fue sofocada con el apoyo de soldados rumanos. Una de las personas más importantes de la época en la política de la ciudad, fue András Achim L., que fundó un partido de los campesinos y logró elevar a Békéscsaba a la categoría de "ciudad con Consejo". 
Durante la Primera Guerra Mundial la ciudad sufrió la ocupación de tropas rumanas, que se mantuvo de 1919 a 1920. Después del Tratado de Trianon, Hungría perdió sus ciudades más importantes en el sudeste del país, Arad y Nagyvárad (actual Oradea) y Temesvár (Timişoara), convirtiéndose la ciudad  en la más importante de la región. 
En el período entre guerras hubo mucho desempleo y pobreza causadas por la recesión económica, a las que se sumó una inundación en 1925.
Durante la Segunda Guerra Mundial no se luchó en la zona, pero dos trágicos acontecimientos sacudieron a la ciudad en 1944: entre el 24 de junio y 26 de más de 3000 judíos fueron enviados al campo de concentración de Auschwitz. Algunas de las familias de Békéscsaba se perdieron en Auschwitz y Dachau; y el 21 de septiembre de 1944, las Fuerzas Aéreas británicas y estadounidenses bombardearon la estación de trenes y sus alrededores, matando a más de 100 personas. El 6 de octubre de 1944 el ejército soviético ocupó Békéscsaba.
Durante el gobierno socialista, Békéscsaba se convirtió en la sede de la provincia de Békés en 1950, y comenzó a desarrollar uno de los más importantes centros de la industria alimentaria de Hungría. Después del cambio de régimen en 1990, la industria entró en una crisis económica y muchas personas perdieron sus puestos de trabajo. En 2008, la crisis parecía disminuir y Békéscsaba prosperaba nuevamente.

## Población
Grupos étnicos (censo de 2001): 
- Húngaros - 93,8 %
- Eslovacos - 6 %
- Alemanes - 0,6 %
- Rumanos - 0,4 %

Religiones (censo de 2001): 
- Católica - 24,2 % (principalmente descendientes magiares)
- Luterana - 20,5 % (principalmente descendientes de eslovacos)
- Calvinista - 10,9 % (solo descendientes magiares)
- Otros - 2,1 % (principalmente cristianos)
- No creyentes - 30,5 %
- Sin respuesta, desconocido - 10,8 %

## Lugares de interés turístico
- La Iglesia barroca (siglo XVIII)
- La Iglesia Clasicista (siglo XIX)
- El Ayuntamiento (diseñado por Miklós Ybl, 1873)
- El Museo Mihály Munkácsy
- El Teatro Mór Jokai
- El Museo del folclore eslovaco

## Ciudades hermanadas
- Beiuş Rumania)
- Mikkeli (Finlandia)
- Odorheiu Secuiesc (Rumania)
- Skoczów (Polonia)
- Tarnowskie Góry (Polonia)
- Trenčín (Eslovaquia)
- Uzhhorod (Ucrania)
- Wittenberg (Alemania)
- Zrenjanin (Serbia)